# El Comte
El Comte és un poble del terme municipal de Baix Pallars, a la comarca del Pallars Sobirà. Fins al 1969 va pertànyer a l'antic municipi de Peramea.
Està situat a la vora dreta de la Noguera Pallaresa, al nord de Gerri de la Sal. És a l'esquerra del riu d'Ancs, al lloc on aquest riu s'aboca en la Noguera Pallaresa, a prop i al sud-oest de l'ermita de la Mare de Déu d'Arboló, a migdia del congost d'Arboló. Es troba al nord del Pla de la Guineu, a l'extrem sud-est de la Solana de Costoia i del vessant del serrat on és la 
Collada de Martell.
El poble comença a ran de riu i carretera N-260, però s'estén vall endins del riu d'Ancs, on hi ha la Colònia de Sant Eloi. És un poble força modern, per la qual cosa no apareix documentat 
pràcticament fins al segle xix. Té l'església, que fou sufragània de Sant Feliu de Gerri de la Sal, de la Mare de Déu del Carme, un antic hostal i fins a divuit cases.

## Etimologia
Joan Coromines estableix que es tracta d'un topònim romànic medieval, modern o contemporani, que fa referència a un comte, sense entrar gens en detalls. La versió popular local diu que es tracta del comte de Pallars, però tampoc precisa quin d'ells seria.

## Geografia

### El poble del Comte

#### Les cases del poble[2][3]
| - L'Abadia (Rectoria) - Casa Andreuet - Casa Carnicer - Casa Cinto | - Casa Codó - Casa Enseuet - Casa Evaristo - Casa Fuster | - Casa de Girvàs - L'Hostal - Casa Jaumet o Hostal del Jaumet - Casa Moliner | - Casa Molins - Casa Mosquit - Casa Pere - Casa Rita | - Casa Tender - Casa Tarroi - Casa Trampa - Casa Virosta |

## Història

### Edat contemporània
Pascual Madoz dedica un breu article del seu Diccionario geográfico... al Comte (Compte de Pallas). S'hi pot llegir que el poble està situat en un pla envoltat de muntanyes a la dreta de la Noguera Pallaresa, en un lloc combatut pels vents del nord i de l'est. El clima, temperat, produeix refredats, inflamacions i apoplexies. Formaven el poble 12 cases distribuïdes en un carrer i una placeta, amb l'església de la Mare de Déu del Carme, sufragània de la de Peramea. Els nens del Comte anaven a l'escola a Gerri de la Sal.
Rega les terres del poble del Riu d'Ancs, que anomena torrent del Comte i el descriu com a "violent en les seves avingudes". El territori és escabrós i de mitjana qualitat. S'hi collia blat, ordi, 
patates, mongetes i fruita. S'hi criaven vaques i cabres, i hi havia caça, de molts conills, perdius i llebres, a més de pesca, sobretot truites, anguiles i barbs. La població es comptabilitzava amb Peramea.

## Demografia
| 1960 | 2000 | 2002 | 2004 | 2006 | 2008 | 2010 | 2011 | 2013 |
| ---- | ---- | ---- | ---- | ---- | ---- | ---- | ---- | ---- |
| 12   | 1    | 1    | 1    | 2    | 2    | 2    | 3    | 0    |